# Otodontidae
Die Otodontidae (engl. megatoothed sharks) stellen eine ausgestorbene Familie der Haie aus der Ordnung der Makrelenhaiartigen (Lamniformes) dar und kamen vom Turonium (Oberkreide) bis zum Pliozän in allen Weltmeeren vor.
Sie wurden 1964 von Leonid Sergejewitsch Glikman aufgestellt. In die Familie werden fossile Makrelenhaiartige eingeordnet, die sich durch ihre enorm großen Zähne von den rezenten Makrelenhaien (Lamnidae) unterscheiden, ansonsten aber den Makrelenhaien so ähnlich sind, dass die Otodontidae nicht von allen Wissenschaftlern anerkannt werden. Die Zähne können dabei gerade oder gebogen, symmetrisch oder unsymmetrisch sein.

## Gattungen und Untergattungen
- Gattung: Cretalamna Glikman, 1958
- Gattung: Kenolamna Siversson, Lindgren, Newbrey, Cederström & Cook, 2015
- Gattung: Megalolamna Shimada,  Chandler, Lam, Tanaka & Ward, 2016
- Gattung: Otodus Agassiz, 1843[4]
  - Untergattung: Carcharocles Jordan & Hannibal, 1923
  - Untergattung: Megaselachus Glikman, 1964
    - Megalodon oder Riesenzahnhai (Otodus (Megaselachus) megalodon (Agassiz, 1835))

  - Untergattung: Otodus Agassiz, 1843
- Gattung: Palaeocarcharodon Casieer, 1960
- Gattung: Parotodus Cappetta, 1980